# براوو (مجله)
براوو بزرگترین مجله نوجوان در حوزه آلمانی زبان است. اولین شماره این مجله در سال ۱۹۵۶ منتشر شد.

## تاریخچه
بنیانگذار براوو، پیتر بونیش، یک ستون نویس بود. اولین شماره این محله در ۲۶ اوت ۱۹۵۶ منتشر شد.